# Jeannette Kagame
Jeannette Nyiramongi Kagame (Jeannette Nyiramongi, sinh ngày 10 tháng 8 năm 1962) là vợ của Paul Kagame. Bà trở thành Đệ nhất phu nhân Rwanda khi chồng bà nhậm chức Tổng thống năm 2000. Cặp vợ chồng có bốn đứa con - Ivan, Ange, Ian và Brian. Kagame là người sáng lập và chủ tịch của Imbuto Foundation, một tổ chức phi lợi nhuận có nhiệm vụ hỗ trợ sự phát triển của một xã hội lành mạnh, có giáo dục và thịnh vượng.

## Hoạt động
Jeannette Kagame trở về quê hương Rwanda sau cuộc diệt chủng Rwanda năm 1994. Kể từ đó, cô trở nên tận tụy trong việc nâng đỡ cuộc sống của những người dân dễ bị tổn thương ở Rwanda, đặc biệt là những người góa phụ, trẻ mồ côi và những gia đình nghèo khó.
Kagame đã tổ chức Hội nghị thượng đỉnh phụ nữ đầu tiên của châu Phi về phòng chống trẻ em và phòng chống HIV/AIDS vào tháng 5 năm 2001 tại Kigali, Rwanda. Hội nghị thượng đỉnh dẫn đến việc thành lập PACFA (Bảo vệ và Chăm sóc Gia đình chống lại HIV/AIDS). một sáng kiến chủ yếu tập trung vào việc cung cấp một cách tiếp cận toàn diện trong phòng ngừa và chăm sóc HIV cho cả gia đình. Kagame sau đó đồng sáng lập Tổ chức các Đệ nhất phu nhân châu Phi chống lại HIV/AIDS (OAFLA) vào năm 2002, và giữ chức chủ tịch của nó từ năm 2004 đến 2006.
Trong những năm qua, PACFA đã phát triển để bao gồm các dự án khác ngoài các dự án trong lĩnh vực HIV/AIDS và Quỹ Imbuto năm 2007 - có nghĩa là Hạt giống Hồi giáo ở Kinyarwanda - được thành lập. Quỹ thực hiện các dự án khác nhau như: mở rộng chăm sóc cơ bản và hỗ trợ kinh tế cho các gia đình bị nhiễm HIV; nâng cao kiến thức và thay đổi thái độ đối với sức khỏe sinh sản và tình dục vị thành niên; bảo vệ thanh niên chống lại HIV/AIDS; phòng chống sốt rét; thúc đẩy các cô gái xuất sắc trong trường học; cung cấp học bổng cho thanh niên có hoàn cảnh khó khăn; quảng bá văn hóa đọc sách; cố vấn và trang bị cho giới trẻ những kỹ năng kinh doanh và lãnh đạo.
Đệ nhất phu nhân cũng là người bảo trợ của Câu lạc bộ Rotary Virunga, có trụ sở tại Kigali, nơi thành lập thư viện công cộng đầu tiên ở Rwanda vào năm 2012. Bà. Kagame cũng là thành viên của ban giám đốc của một số tổ chức, bao gồm Liên minh Phụ nữ Toàn cầu chống lại HIV/AIDS và Những người bạn của Quỹ Toàn cầu Châu Phi.
Năm 2010, Kagame đã nhận được một Tiến sĩ Luật danh dự từ Đại học Oklahoma Christian vì những đóng góp của cô trong cuộc chiến chống HIV/AIDS và nghèo đói trên toàn thế giới. Cùng năm, cô được Chương trình Lương thực Thế giới (WFP) bổ nhiệm là Đại diện Đặc biệt về Dinh dưỡng Trẻ em. Năm 2009, UNICEF đã trao Giải vô địch thiếu nhi cho Tổng thống Paul Kagame và Đệ nhất phu nhân Jeannette Kagame để ghi nhận những nỗ lực của họ trong việc cải thiện cuộc sống của trẻ em ở Rwanda. Năm 2007, Tổ chức Y tế Thế giới (WHO) đã chỉ định bà là Đại diện cao cấp của Chương trình vắc-xin phòng chống AIDS ở Châu Phi (AAVP), để đảm bảo sự tham gia tích cực của các bên liên quan ở châu Phi trong tất cả các lĩnh vực nghiên cứu và phát triển vắc-xin HIV và AIDS.
Kagame có bằng về Khoa học Quản lý và Kinh doanh.